# Rudolf Pongratz
Rudolf Pongratz (* 13. April 1831 in  Höfern heute St. Andrä; † 12. September 1915 ebenda) war ein österreichischer Landwirt und Politiker.

## Leben
Pongratz war der Sohn des Landwirts Balthasar Pongratz (* 18. März 1799; † 30. August 1879) und dessen Ehefrau Maria geb. Gritsch (* 1807; † 20. Januar 1887). Er war römisch-katholisch und heiratete am 26. Mai 1873 Antonia Weissensteiner (* 14. April 1849; † 4. September 1914). Er war Bruder von Georg Pongratz und Leopold Pongratz und Neffe von Paul Waschner.
Pongratz war Landwirt und Besitzer vulgo Schaffer in Mosern. Im Jahr 1897 verkaufte er seinen Besitz in Mosern an seinen Neffen Florian Pongratz und erwarb die Prikerhube in Mosern. Er war Bürgermeister in Eitweg. Vom 22. September 1884 bis zum 23. Mai 1890 war er Abgeordneter im Kärntner Landtag für den Wahlkreis LGM 3 Wolfsberg. Im Landtag war er Mitglied volkswirtschaftlichen und des Verifikationsausschusses. Er gehörte dem Klub Deutschkonservative an.